# 토마스와 친구들: 잃어버린 왕관
《토마스와 친구들: 잃어버린 왕관》(영어: Thomas & Friends: King of the Railway)는 2013년 영국의 애니메이션, 가족 영화이다. 롭 실베스트리 감독이 연출하였다.

## 성우진
한국어 더빙
- 신용우 : 토마스 역
- 전태열 : 스티븐 역
- 김승준 : 내레이션 역
- 엄상현 : 퍼시 역
- 김은아 : 밀리 / 에밀리 역

영어 더빙
- 마크 모라한 : 내레이터 역
- 벤 스몰 : 토마스 / 토비 역
- 키스 위컴 : 에드워드 / 헨리 / 고든 역
- 데이비드 베델라 : 빅터 역
- 맷 윌킨슨 : 스펜서 / 크랭키 / 케빈 역
- 테레사 갤라허 : 에밀리 / 벨 역
- 스티븐 킨맨 : 팩스턴 / 잭 역
- 마이크 그래디 : 로버트 노램비 역
- 이가와 토고 : 히로 역
- 마이클 레지 : 루크 역
- 레베카 오마라 : 케이틀린 역
- 미란다 레이종 : 밀리 역